# Cal Llagostera
Cal Llagostera és una obra de Calafell (Baix Penedès) protegida com a bé cultural d'interès local.

## Descripció
Es tracta d'un edifici de grans dimensions, amb un pati a la part posterior, constituït per una planta soterrani, una planta baixa i dues plantes altes. Té dues façanes que donen a la via pública. Hi ha cobertes inclinades de teula àrab i cobertes planes transitables de rajola o terrats. La finca té un accés pel carrer de l'Església que dona a un pati. La façana principal manté una unitat tipològica, a excepció de la part dreta de la planta baixa, la qual mostra una modificació de les obertures. En aquest sector hi havia el portal principal d'accés a l'immoble, probablement d'arc escarser, el qual va ser parcialment tapiat i convertit en una finestra. A la seva esquerra es va obrir una finestra rectangular horitzontal. A la cantonada hi ha una cadena cantonera de pedra escairada.
A l'interior de la casa hi ha una sitja circular excava al subsòl. A la planta baixa hi ha un arc apuntat de pedra tallada. Hi ha sostres amb decoració pictòrica. El sistema constructiu és de tipus tradicional constituït per murs de càrrega i sostres unidireccionals de bigues de fusta. L'entrebigat dels sostres és de dos tipus: de revoltó de rajoles revestit, amb pintura decorativa o sense, i de peces planes de ceràmica sense revestir. Cobertes inclinades amb entrebigat també de dos tipus: de llates, de fusta i rajola, i de peces planes de ceràmica. L'arc apuntat és de pedra tallada d'origen local.